# UFC 117
UFC 117: Silva vs. Sonnen var en mixed martial arts-gala arrangerad av Ultimate Fighting Championship (UFC) i Oakland, USA den 7 augusti 2010.

## Bakgrund
Galans huvudmatch var en titelmatch i UFC:s mellanviktsklass mellan den regerande mästaren Anderson Silva och utmanaren Chael Sonnen. I två matcher stod en titelmatch på spel, vinnaren mellan Junior dos Santos och Roy Nelson skulle få en titelmatch i tungviktsdivisionen och vinnaren mellan Jon Fitch och Thiago Alves i welterviktsdivisionen. Matchen mellan Fitch och Alves skulle vara en welterviktmatch (170 lbs, 77 kg) men då Alves vägde in på 171,5 pounds (77,8 kg) ändrades matchen till catchvikt och Alves fick böta 20 % av sitt gage.

## Efterspel
I september blev det känt att Chael Sonnen lämnat ett positivt dopningsprov som innehöll för höga testosteronvärden på dopningskontrollen efter galan. Han blev avstängd i ett år och fick böta 2500 dollar. Efter att ha överklagat domen blev avstängningen sänkt till sex månader.

## Resultat

### Underkort
|                            | Ben Saunders          | Weltervikt | Dennis Hallman |  |
| Segrare: enhälligt domslut | (29–28, 30–27, 29–28) |            |                |  |

|                                        | Stefan Struve | Tungvikt | Christian Morecraft |  |
| Segrare: KO (slag) efter 0:21 i rond 2 |               |          |                     |  |

|                            | Tim Boetsch           | Lätt tungvikt | Todd Brown |  |
| Segrare: enhälligt domslut | (29–28, 29–28, 29–28) |               |            |  |

|                                         | Johny Hendricks | Weltervikt | Charlie Brenneman |  |
| Segrare: TKO (slag) efter 0:40 i rond 2 |                 |            |                   |  |

|                            | Phil Davis            | Lätt tungvikt | Rodney Wallace |  |
| Segrare: enhälligt domslut | (30–26, 30–27, 30–27) |               |                |  |

|  | Dustin Hazelett | Weltervikt                              | Rick Story |  |
|  |                 | Segrare: TKO (slag) efter 1:15 i rond 2 |            |  |

### Huvudkort
|                            | Junior dos Santos     | Tungvikt | Roy Nelson |  |
| Segrare: enhälligt domslut | (30–26, 30–27, 30–27) |          |            |  |

|                                                          | Matt Hughes | Weltervikt | Ricardo Almeida |  |
| Segrare: submission (anakonda choke) efter 3:15 i rond 1 |             |            |                 |  |

|                                                    | Clay Guida | Lättvikt | Rafael dos Anjos |  |
| Segrare: submission (käkskada) efter 1:51 i rond 3 |            |          |                  |  |

|                            | Jon Fitch             | Catchvikt, 171,5 lbs (77,8 kg) | Thiago Alves |  |
| Segrare: enhälligt domslut | (30–27, 30–27, 30–27) |                                |              |  |

|                                                    | Anderson Silva (C) | Mellanvikt Titelmatch | Chael Sonnen |  |
| Segrare: submission (triangel) efter 3:10 i rond 5 |                    |                       |              |  |

## Bonusar
En bonus på $60 000 delas ut till Kvällens match, Kvällens knockout samt Kvällens submission.
- Kvällens match: Anderson Silva mot Chael Sonnen
- Kvällens knockout: Stefan Struve
- Kvällens submission: Anderson Silva och Matt Hughes

### Webbkällor
- ”“UFC 117: Silva vs. Sonnen” Results and Recap”. 5thround.com. Arkiverad från originalet den 27 december 2010. https://web.archive.org/web/20101227074747/http://www.5thround.com/47125/ufc-117-silva-vs-sonnen-results-and-recap/. Läst 12 januari 2011.

### Fotnoter
1. 1 2  ”UFC 117 draws reported 12,971 attendees for $1.56 million live gate”. mmajunkie.com. Arkiverad från originalet den 30 juni 2012. https://archive.is/20120630015404/http://mmajunkie.com/news/20203/ufc-117-draws-reported-12971-attendees-for-1-56-million-live-gate.mma. Läst 12 januari 2011.
2. ↑  ”Lesnar vs. Velasquez up next for UFC title; Dos Santos vs. Nelson winner on deck”. mmajunkie.com. Arkiverad från originalet den 25 maj 2012. https://archive.is/20120525132648/http://mmajunkie.com/news/19807/lesnar-vs-velasquez-up-next-for-ufc-title-dos-santos-vs-nelson-winner-on-deck.mma. Läst 12 januari 2011.
3. ↑  ”Dana White confirms UFC 117's Jon Fitch vs. Thiago Alves winner gets title shot”. mmajunkie.com. Arkiverad från originalet den 25 maj 2012. https://archive.is/20120525132652/http://mmajunkie.com/news/20179/dana-white-confirms-ufc-117s-jon-fitch-vs-thiago-alves-winner-gets-title-shot.mma. Läst 12 januari 2011.
4. ↑  ”UFC 117 weigh-in results: Headliners on target but Alves misses weight, fined”. mmajunkie.com. Arkiverad från originalet den 25 maj 2012. https://archive.is/20120525132655/http://mmajunkie.com/news/20168/ufc-117-live-weigh-in-results.mma. Läst 12 januari 2011.
5. ↑  ”CSAC Releases Statement on Sonnen Suspension”. sherdog.com. http://www.sherdog.com/news/news/CSAC-Releases-Statement-on-Sonnen-Suspension-27047. Läst 12 januari 2011.
6. ↑  ”Chael Sonnen’s Drug Suspension Reduced After War of Attrition”. mmaweekly.com. http://mmaweekly.com/chael-sonnens-suspension-reduced-after-war-of-attrition-ufc. Läst 12 januari 2011.
7. ↑  ”UFC 117: Silva vs. Sonnen Post-Fight Press Conference”. bloodyelbow.com. Arkiverad från originalet den 25 december 2010. https://web.archive.org/web/20101225231332/http://www.bloodyelbow.com/2010/8/7/1610804/ufc-117-silva-vs-sonnen-post-fight. Läst 12 januari 2011.